# Stanisław Rudnicki (lekarz)

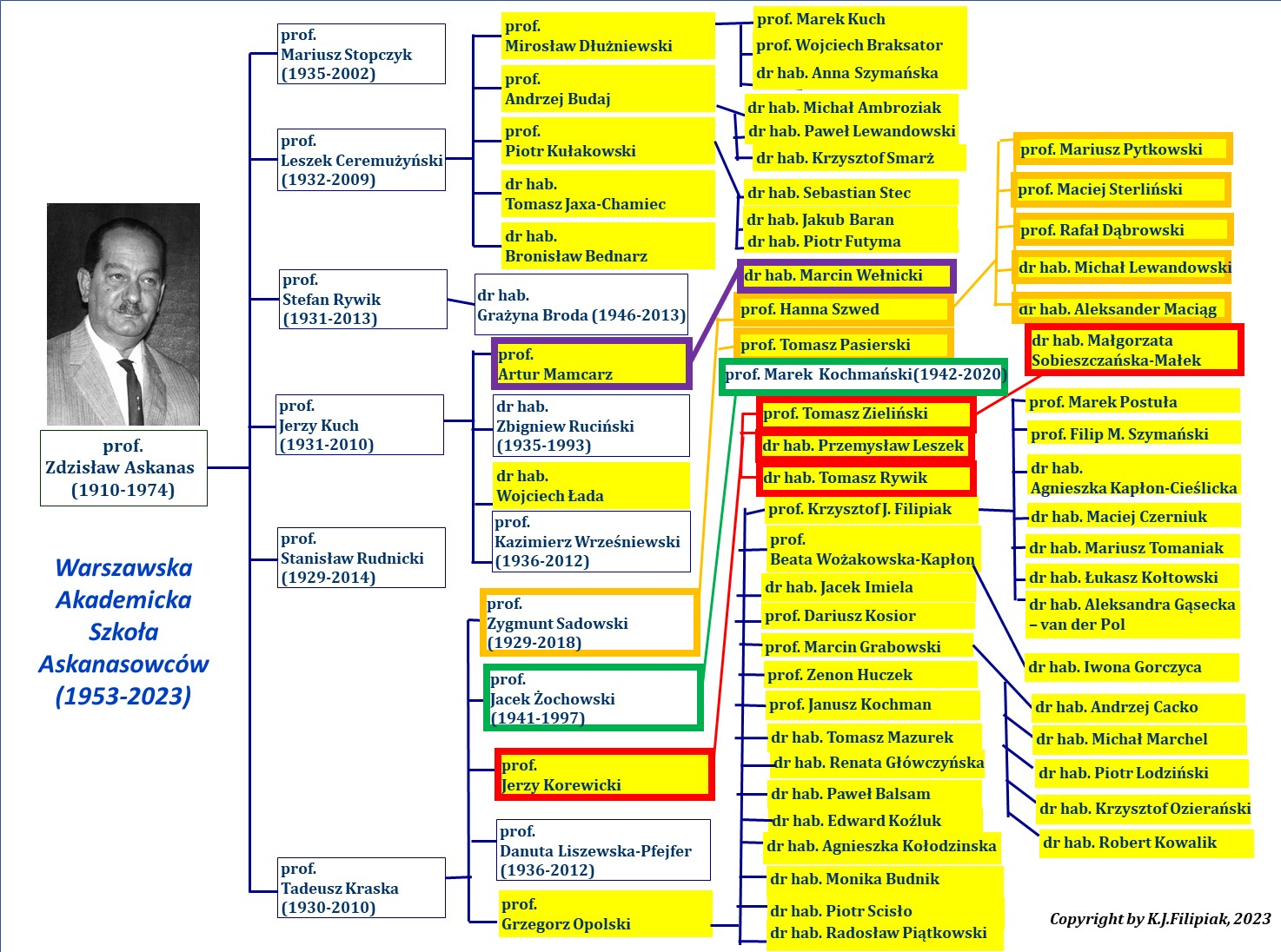
Drzewo genealogiczne przedstawicieli Warszawskiej Akademickiej Szkoły Kardiologii, zapoczątkowanej przez prof. Zdzisława Askanasa, do której zaliczał się prof. Stanisław Rudnicki

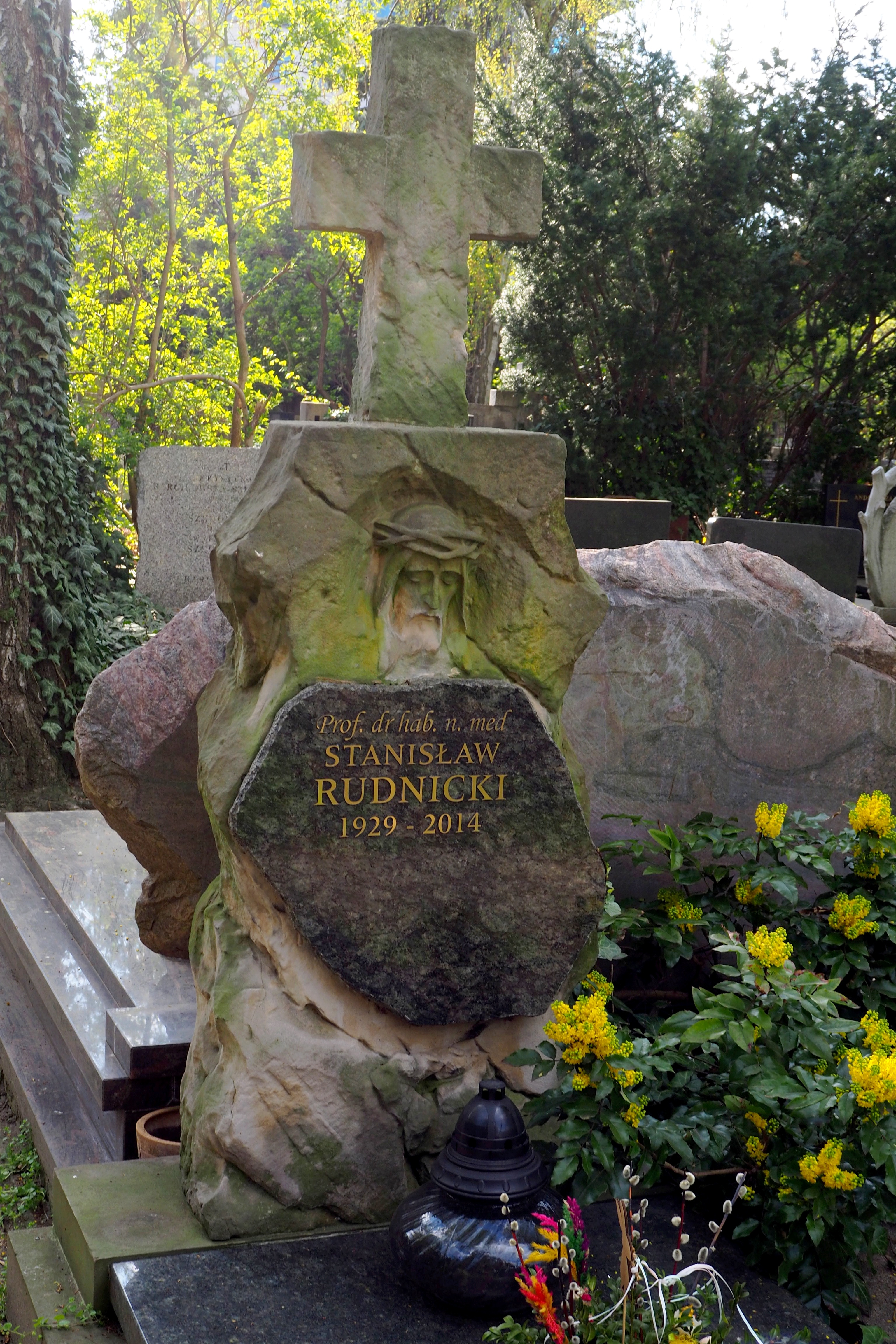
Grób Stanisława Rudnickiego (1929–2014) na Cmentarzu ewangelicko-reformowanym w Warszawie

Stanisław Czesław Rudnicki (ur. 8 maja 1929 w Warszawie, zm. 5 stycznia 2014) – polski lekarz, kardiolog, specjalista w zakresie rehabilitacji, profesor nauk medycznych, nauczyciel akademicki Akademii Medycznej w Warszawie. Kontynuator Warszawskiej Akademickiej Szkoły Kardiologii, wywodzącej się od prof. Zdzisława Askanasa (tzw. Szkoły Askanasa).

## Życiorys
Studiował na Wydziale Lekarskim Uniwersytetu Karola w Pradze. Był stypendystą w IV Klinice Chorób Wewnętrznych Akademii Medycznej w Warszawie kierowanej przez prof. Zdzisława Askanasa, pod którego opieką uzyskał stopień naukowy doktora nauk medycznych. Został asystentem i adiunktem w Klinice Rehabilitacji (1962–1979), kierownikiem Zakładu Rehabilitacji Instytutu Kardiologii Akademii Medycznej w Warszawie (1968–1974). Pełnił funkcję zastępcy dyrektora Instytutu Kardiologii ds. Profilaktyki i Lecznictwa (1980–1983) i kierownika Kliniki i Zakładu Rehabilitacji Kardiologicznej Instytutu Kardiologii w Warszawie (1980–2000).
Otrzymał stopień naukowy doktora habilitowanego i profesora nauk medycznych.
Był kierownikiem Szpitala Rehabilitacji Kardiologicznej Państwowego Przedsiębiorstwa Uzdrowiskowego Konstancin (1975–2000). W latach 1977–2000 zajmował stanowisko lekarza naczelnego Uzdrowiska Konstancin.
Członek wielu organizacji naukowych, w tym Komitetu Rehabilitacji, Kultury Fizycznej i Integracji Społecznej Polskiej Akademii Nauk (od 1975).
Był członkiem władz Polskiego Towarzystwa Kardiologicznego.
Był wykładowcą wielu uczelni, w tym Wyższej Szkoły Zarządzania i Administracji w Zamościu (2003–2012) i Akademii Wychowania Fizycznego Józefa Piłsudskiego w Warszawie.
Pochowany na cmentarzu ewangelicko-reformowanym w Warszawie (kwatera N-2-41).